# Ле Грације ди Анкона (Анкона)
Ле Грације ди Анкона је насеље у Италији у округу Анкона, региону Марке.
Према процени из 2011. у насељу је живело 6385 становника. Насеље се налази на надморској висини од 54 м.